# Liste des films soviétiques sortis en 1973
Cet article présente une liste de films produits ou sortis en Union soviétique en 1973.

## 1973
Les titres en français sont en grande majorité des traductions automatiques et non les titres attribués par les distributeurs dans les pays francophones.
Pour le classement annuel, la liste des titres a été établie en se basant sur les répertoires des pages Wikipédia en russe complétées par les listes des sites «kino-teatr» et «kinopoisk» d'où le nombre important de films que l'on trouve dans les références.
Pour les titres où l'on manque de précisions, seule l'année est indiquée : année de réalisation, année de sortie ou les deux ?. Bien que cela puisse paraître superflu, 1973 est inscrit pour chacun de ces titres pour montrer que la vérification a été faite.
On remarque que, la plupart du temps, il n'y a pas de première pour les courts métrages ainsi que pour les dessins animés et les documentaires de courte durée.
| Titre | Titre original                                                                                                | Date de sortie                                    | Réalisateur! |
| --- | --- | ------------------------------------------------- | --- |
| Les Abeilles rouges | ru:Красные пчёлы (фильм)                                                                                      | 24 mars 1973                                      | Leonid Pavlovitch Makarytchev (ru) |
| L'Accident de l'ingénieur Garine | ru:Крах инженера Гарина                                                                                       | 15 octobre 1973 à la télévision                   | Leonid Kvinikhidze |
| Adresse aléatoire | ru:Случайный адрес                                                                                            | 6 aout 1973                                       | Igor Aleksandrovitch Vetrov |
| Affaires d'antan | ru:Дела давно минувших дней…                                                                                  | 4 juin 1973                                       | Vladimir Chredel |
| Aïbolit et Barmaleï | ru:Айболит и Бармалей (мультфильм)                                                                            | 1973                                              | Natalia Mikhaïlovna Tchervinskaïa (ru) |
| Aimer les hommes | ru:Любить человека                                                                                            | 8 janvier 1973                                    | Sergueï Guerassimov |
| À la recherche d'une personne | ru:Ищу человека                                                                                               | 3 aout 1973                                       | Mikhaïl Boguine |
| Aller à terre | ru:Сойти на берег                                                                                             | 2 janvier 1973                                    | Kalio Karlovitch Kiïsk (ru) |
| Allumez les aurores boréales | ru:Включите северное сияние                                                                                   | 27 aout 1973                                      | Radomir Borissovitch Vassilevski (ru) |
| Anansi l'araignée et la baguette magique | ru:Паучок Ананси и волшебная палочка                                                                          | 1973                                              | Ideïa Nikolaïevna Garanina (ru) et Marianna Guertselevna Novogroudskaïa (ru) |
| L'Année du retour | ru:Возвращённый год                                                                                           | 27 septembre 1973                                 | Mikhaïl Lvovitch Ordovski (ru) |
| Années difficiles (la lutte continue) | ru:Трудные годы (Борьба продолжается) (фильм,1973)                                                            | 1973                                              | Vladimir-Georg Karassev-Orgusaar |
| Les Apaches | ru:Апачи (фильм)                                                                                              | 29 juin 1973                                      | Gottfried Kolditz |
| L'Appel des montagnes | ru:Горы зовут (фильм, 1972)                                                                                   | 17 décembre 1973 à Moscou                         | Damir Ismaïlovitch Salimov (ru) |
| Après la foire | ru:После ярмарки (фильм, 1972)                                                                                | 12 juillet 1973                                   | Iouri Nikolaïevitch Tsvetkov (ru) |
| À propos de Petrouchka | ru: | 1973                                              | Ivan Vassilievitch Oufimtsev (ru) |
| Archak | ru:Аршак (фільм)                                                                                              | 1973                                              | Jiraïr Grigorievitch Avetissian |
| L'Ataman sans peur | ru:Бесстрашный атаман                                                                                         | 30 décembre 1973                                  | Vladimir Petrovitch Diatchenko et Guennadi Kronidovitch Ivanov (ru) |
| L'Atome marqué | ru:Меченый атом (фильм)                                                                                       | 22 janvier 1973                                   | Igor Aronovitch Gostev (ru) |
| Attends un peu ! (numéro 6) | ru:Ну, погоди! (выпуск 6)                                                                                     | 21 avril 1973                                     | Viatcheslav Kotionotchkine |
| Attends un peu ! (numéro 7) | ru:Ну, погоди! (выпуск 7)                                                                                     | 12 mai 1973                                       | Viatcheslav Kotionotchkine |
| Attention, brochet ! | ru:Осторожно, щука!                                                                                           | 1er mai 1973                                      | Mikhaïl Abramovitch Kamenetski (ru) et Ivan Vassilievitch Oufimtsev (ru) |
| Au coin des rues Arbat et Bouboulinas | ru:На углу Арбата и улицы Бубулинас                                                                           | 23 avril 1973                                     | Manos Zakharias (ru) |
| Au-delà des montagnes, au-delà des forêts                                                                                                   | uk:За горами, за лісами                                                                                       | 1973                                              | Viktor Fiodorovitch Okountsov |
| Au-delà des nuages : le ciel | ru:За облаками — небо                                                                                         | 26 novembre 1973                                  | Iouri Iegorov |
| Aurore (Il s'agit du croiseur « Aurore »)                                                                                                   | ru:Аврора (мультфильм)                                                                                        | 1973 à la télévision                              | Roman Katchanov |
| Au sud, au sud... | ru:На юг, на юг…                                                                                              | 1973                                              | Iouri Aleksandrovitch Boutyrine (ru) |
| Avant l'aube | ru:Перед рассветом (фильм, 1971)                                                                              | 23 avril 1973                                     | Karaman Gueorguievitch Mgueladze (ru) |
| Les Aventures de Lazare | ru:Приключения Лазаре                                                                                         | 1973                                              | Bouba Khotivari ou Ramaz Khotivari (ru) |
| Les Aventures de Mguer en vacances | ru:Приключения Мгера в отпуске                                                                                | 1973                                              | Ernest Aleksandrovitch Martirosian |
| Les Aventures de Münchhausen, série de cinq films : Entre le crocodile et le lion, Tir précis, L'Île merveilleuse, Paon, Le Loup en harnais | ru:Приключения Мюнхаузена (Между крокодилом и львом, Меткий выстрел, Чудесный остров, Павлин, Волк в упряжке) | 1973, 1974 et 1995 pour le 5e                     | Natan Oziassovitch Lerner (ru) et Anatoli Ivanovitch Soline (ru) |
| Les Aventures de Münchhausen (Entre le crocodile et le lion)                                                                                | ru:Приключения Мюнхаузена. Между крокодилом и львом                                                           | 1973                                              | Anatoli Ivanovitch Soline (ru) |
| Les Aventures de Münchhausen (Tir précis)                                                                                                   | ru:Приключения Мюнхаузена. Меткий выстрел                                                                     | 1973                                              | Natan Oziassovitch Lerner (ru) |
| Le Bateau d'Ivanov | ru:Иванов катер (фильм)                                                                                       | 22 janvier 1973 (seconde sortie en décembre 1987) | Mark Danilovitch Ossepian (ru) |
| Beaucoup de bruit pour rien | ru:Много шума из ничего (фильм, 1973)                                                                         | 21 mai 1973                                       | Samson Samsonov |
| La Belle-mère | ru:Мачеха (фильм, 1973)                                                                                       | 10 octobre 1973                                   | Oleg Aleksandrovitch Bondariov (ru) |
| Bleuet (dessin animé) | ru:Василёк (мультфильм)                                                                                       | 1973                                              | Stella Leonovna Aristakessova (ru) |
| Bonjour et adieu | ru:Здравствуй и прощай                                                                                        | 11 juin 1973                                      | Vitali Melnikov |
| Bonne chance à vous les filles ! | ru:Счастья вам, девочки!                                                                                      | 1er octobre 1973 à Moscou                         | Eldar Kouliev |
| Le Bonnet d'invisibilité | ru:Шапка-невидимка (мультфильм)                                                                               | 1973                                              | Iouri Aleksandrovitch Prytkov (ru) |
| Bon Voyage | ru:В добрый путь                                                                                              | 1er novembre 1973 à Tbilissi                      | Merab Artchilovitch Kokotchachvili (ru) |
| Cache aux pierres rouges | ru:Тайник у Красных камней                                                                                    | 19 mars 1973                                      | Grigori Romanovitch Kokhan (ru) |
| Le Capitaine (film, 1973) | ru:Капитан (фильм, 1973)                                                                                      | 1973 à la télévision                              | Aïan Gassanovna Chakhmalieva (ru) |
| Capitaine Djek | ru:Капитан Джек (фильм)                                                                                       | 5 novembre 1973                                   | Ada Neretnietse |
| Le Capitaine noir | ru:Чёрный капитан                                                                                             | 31 décembre 1973                                  | Oleg Evguenievitch Lentsious (ru) |
| Casse-Noisette | ru:Щелкунчик (мультфильм, 1973)                                                                               | 1er janvier 1973                                  | Boris Stepantsev |
| Le Cavalier sans tête | ru:Всадник без головы (фильм, 1973)                                                                           | 23 juillet 1973 à Moscou                          | Vladimir Vaïnchtok |
| Ce film parle-t-il de vous? | ru:Не про тебя ли этот фильм?                                                                                 | 1973                                              | Valeri Mikhaïlovitch Ougarov (ru) |
| Celui qui m'a sauvé | ru:Тот, кто меня спас                                                                                         | 1973                                              | Guennadi Viatcheslavovitch Choumski |
| Cent pas dans les nuages | ru:Сто шагов в облаках                                                                                        | 1973                                              | Aleksandr Borissovitch Kossarev (ru) |
| 100% nylon | ru:Нейлон 100 %                                                                                               | 17 décembre 1973                                  | Vladimir Bassov |
| Le Cercle | ru:Круг (фильм, 1972)                                                                                         | 16 juillet 1973                                   | Herbert Rappaport |
| C'est arrivé, n'est-ce pas? | ru:Дело было, да!?. (фильм, 1973)                                                                             | 1973                                              | Feliks Semionovitch Slidovker (ru) |
| C'est ici que nous vivons | ru:Здесь нам жить (фильм, 1972)                                                                               | 27 aout 1973                                      | Anatoli Sergueïevitch Boukovski (ru) |
| C'est un gars sympa | ru:Этот славный парень (фильм, 1972)                                                                          | 18 juin 1973                                      | Edouard Iossifovitch Khatchatourov |
| C'était un vrai trompettiste | ru:Был настоящим трубачом                                                                                     | 1973                                              | Konstantine Leonidovitch Bromberg (ru) et Iossif Lvovitch Guindine (ru) |
| Cette drôle de planète | ru:Эта весёлая планета                                                                                        | 31 décembre 1973 à la télévision                  | Iouri Sourenovitch Saakov (ru) et Iouri Nikolaïevitch Tsvetkov (ru) |
| Chante une chanson, poète... | ru:Пой песню, поэт…                                                                                           | 22 octobre 1973                                   | Sergueï Ouroussevski |
| Chaud soleil d'automne | ru:Тёплое осеннее солнце                                                                                      | 1er octobre 1973 à Tbilissi                       | Temour Mikhaïlovitch Palavandichvili (ru) |
| Chronique de la nuit | ru:Хроника ночи                                                                                               | 4 juin 1973                                       | Alekseï Vladimirovitch Spechnev (ru) |
| Ciel bleu (film, 1971) | ru:Синее небо (фильм, 1971)                                                                                   | 29 octobre 1973                                   | Mark Vladimirovitch Tolmatchiov (ru) |
| Cinquante-cinquante | ru:Пятьдесят на пятьдесят (фильм, 1972)                                                                       | 5 février 1973                                    | Alexandre Feinzimmer |
| Le Cinquième Trimestre | ru:Пятая четверть (фильм, 1972)                                                                               | 30 décembre 1973                                  | Grigori Aronov |
| Le cirque s'illumine | ru:Цирк зажигает огни (фильм)                                                                                 | 1er janvier 1973                                  | Olguerd Riksovitch Vorontsov |
| Le Combat | ru:Схватка (фильм, 1972)                                                                                      | 2 janvier 1973                                    | Stepan Filippovitch Poutchinian (ru) |
| Le Commandant du « Brochet » porte-bonheur                                                                                                  | ru:Командир счастливой «Щуки»                                                                                 | 29 avril 1973                                     | Boris Izraïlevitch Voltchek (ru) |
| Le Conte du prêtre et de son ouvrier Balda                                                                                                  | ru:Сказка о попе и о работнике его Балде (мультфильм, 1973)                                                   | 1973                                              | Inessa Alekseïevna Kovalevskaïa (ru) |
| Contre toute attente | ru:Наперекор всему (фильм, 1972)                                                                              | juin 1973 à Moscou                                | Youri Illienko |
| Les Coquelicots écarlates d'Yssyk Koul | ru:Алые маки Иссык-Куля                                                                                       | 16 avril 1973                                     | Bolotbek Chamchiev |
| Les Cornes d'or | ru:Золотые рога                                                                                               | 1er janvier 1973                                  | Alexandre Rou |
| Correspondant à Washington | ru:Вашингтонский корреспондент                                                                                | 9 janvier 1973                                    | Iouri Nikolaïevitch Doubrovitch (ru) |
| Couleur étoile | ru:Звёздный цвет (фильм)                                                                                      | 13 aout 1973                                      | Nikolaï Serafimovitch Ilinski (ru) |
| Cours d'astronomie | ru:Урок астрономии                                                                                            | 1973                                              | Semion Lipovitch Raïtbourt (ru) |
| Cowboys dans la ville | ru:Ковбои в городе                                                                                            | 1973                                              | Vladimir Ilitch Tarassov (ru) |
| Dans le monde des fables | ru:В мире басен                                                                                               | 1973                                              | Andreï Khrjanovski |
| Dans les sables noirs | ru:В чёрных песках (фильм)                                                                                    | 6 aout 1973                                       | Iskander Khamrayev |
| Datcha | ru:Дача (фильм)                                                                                               | 18 juin 1973                                      | Konstantine Naoumovitch Voïnov (ru) |
| Le Dernier Haïdouk | ru:Последний гайдук (фильм, 1972)                                                                             | 23 juillet 1973                                   | Valeri Gueorguievitch Gajiou (ru) |
| Les Derniers Jours de Pompéï | ru:Последние дни Помпеи (фильм, 1972)                                                                         | 9 juillet 1973                                    | Iossif Solomonovitch Chapiro (ru) |
| Des choses intelligentes | ru:Умные вещи                                                                                                 | 30 décembre 1973 à la télévision                  | Anatoli Mikhaïlovitch Granik (ru) |
| Des ravisseurs malchanceux | ru:Незадачливые похитители                                                                                    | 3 aout 1973                                       | Leïla Konstantinovna Gordeladze (ru) |
| Deux sur la route | ru:Двое в пути                                                                                                | 11 mars 1973 à la télévision                      | Leonid Gueorguievitch Mariaguine (ru) |
| Dimka | ru:Димка (1972)                                                                                               | 1973                                              | Viktor Nikolaïevitch Jivoloub (ru) |
| Dix-sept Moments de printemps | ru:Семнадцать мгновений весны (телефильм)                                                                     | 11 aout 1973 à la télévision                      | Tatiana Lioznova |
| Domino | ru:Домино (фильм, 1973)                                                                                       | 1973                                              | Ihor Antonovytch Nehreskou (uk) |
| Douze mois | ru:Двенадцать месяцев (фильм)                                                                                 | 1er janvier 1973                                  | Anatoli Mikhaïlovitch Granik (ru) |
| Le Droit de sauter | ru:Право на прыжок                                                                                            | 29 avril 1973                                     | Valeri Ivanovitch Kremniov (ru) |
| Échec et mat de la Dame de Carreau | ru:Шах королеве бриллиантов                                                                                   | 29 octobre 1973 à Moscou                          | Aloizs Brenčs |
| L'Effet Romachkine | ru:Эффект Ромашкина (фильм, 1973)                                                                             | 6 juin 1973 à la télévision                       | Roman Balaïan |
| L'éléphant a fait un rêve | ru:Была у слона мечта                                                                                         | 1973                                              | Boris Alekseïevitch Khranevitch (ru) |
| Encoches pour la mémoire | ru:Зарубки на память                                                                                          | 11 juin 1973                                      | Nikolaï Trofimovitch Guibou et Mikhaïl Markovitch Izraïlev (ru) |
| L'Enfance de Ratibor | ru:Детство Ратибора                                                                                           | 1973                                              | Roman Davydov |
| L'Enlèvement de la Lune | ru:Похищение луны (фильм)                                                                                     | 1er septembre 1973                                | Tamaz Meliava |
| L'Enquêteur | ru:Следователь (фильм, 1973)                                                                                  | 1973                                              | Feliks Khoussaïnovitch Gliamchine |
| L'Équilibre de la terreur | ru:Равновесие страха (мультфильм)                                                                             | 1973                                              | Edouard Nazarov |
| Escale (film, 1973) | ru:Остановка в пути (фильм,1973)                                                                              | 1973                                              | Roudolf Konstantinovitch Tiourine |
| Est-ce que vous plaisantez? film à sketchs avec Sinon nous sommes perdus, Vanderboul court au delà de l'horizon et Tu plaisantes            | ru:Шутите? ("Иначе мы пропали", "Вандербуль бежит за горизонт" и "Шутите?"                                    | 21 mars 1973                                      | respectivement réalisés par Igor Alekseïevitch Chechoukov (ru) pour le 1er, Nikolaï Nikolaïevitch Kochelev, Valentine Alekseïevitch Morozov pour le 2e et Valeri Gueorguievitch Tchetchounov pour le3e. |
| État d'urgence | ru:Аварийное положение                                                                                        | 1973 à la télévision                              | Boris Dourov |
| Et l'acier fut trempé | ru:Как закалялась сталь (фильм, 1973)                                                                         | 3 novembre 1973 à la télévision                   | Nikolaï Machtchenko |
| Étoile dans la nuit | ru:Звезда в ночи                                                                                              | 28 mai 1973 à Moscou                              | Igor Vladimirovitch Oussov (ru) et Abdoussalom Rakhimovitch Rakhimov (ru) |
| Être heureux! | ru:Чтобы быть счастливым! (фильм, 1973)                                                                       | 1973 à la télévision                              | Lev Izraïlevitch Tsoutsoulkovski (ru) |
| Être humain | ru:Быть человеком (фильм, 1973)                                                                               | 1973 à la télévision                              | Aleksandr Sergueïevitch Iguichev (ru) |
| Fables en personnes | ru:Небылицы в лицах                                                                                           | 1973 à la télévision                              | Guennadi Sokolski |
| Faites un bon voyage | ru:В добрый путь                                                                                              | 1er novembre 1973 à Tbilissi                      | Merab Artchilovitch Kokotchachvili (ru) |
| Félicitations les filles ! | ru:Счастья вам, девочки!                                                                                      | 1er octobre 1973                                  | Eldar Kouliev |
| Le Fer à cheval cassé | ru:Сломанная подкова                                                                                          | 31 décembre 1973                                  | Semion Aranovitch |
| Feu dans la nuit | ru:Огонь в ночи (фильм, 1973)                                                                                 | 17 septembre 1973                                 | Valdur Himbek (et) |
| Le Garçon perdu | ru:Совсем пропащий                                                                                            | 27 aout 1973                                      | Gueorgui Danielia |
| Les Garçons de notre rue | ru:Парни нашей улицы                                                                                          | 25 juillet 1973                                   | Tofig Ismayilov |
| Le Grand Changement | ru:Большая перемена                                                                                           | 29 avril 1973                                     | Alekseï Aleksandrovitch Korenev (ru) |
| Grand maître | ru:Гроссмейстер (фильм)                                                                                       | 13 aout 1973                                      | Sergueï Mikaelian |
| Les Grands Indigents | ru:Великие голодранцы (фильм)                                                                                 | 29 octobre 1973                                   | Lev Solomonovitch Mirski (ru) |
| Haut Rang « Je suis T.P. Chapovalov » 1er épisode de la série                                                                               | ru:Высокое звание «Я, Шаповалов Т. П.»                                                                        | 12 novembre 1973                                  | Evgueni Efimovitch Karelov (ru) |
| Héritiers de la route militaire | ru:Наследники военной дороги                                                                                  | 20 aout 1973                                      | Varis Krūmiņš |
| Herkus Monte | ru:Геркус Мантас (фильм)                                                                                      | 10 septembre 1973                                 | Mariïonas Vintsovitch Guedris (ru) |
| L'Homme et la Parole | ru:Человек и слово                                                                                            | 1973                                              | Evgueni Iakovlevitch Sivokon (ru) |
| L'Homme prématuré | ru:Преждевременный человек                                                                                    | 15 janvier 1973                                   | Abram Room |
| Horizons | ru:Горизонты (фильм, 1972)                                                                                    | 16 juillet 1973                                   | Ararat Akjanovitch Machanov |
| Hourra ! Nous sommes en vacances ! | ru:Ура! У нас каникулы!                                                                                       | 5 novembre 1973                                   | Vladimir Borissovitch Berenchteïn (ru) et Ilia Iakovlevitch Gourine (ru) |
| L'Île (dessin animé) | ru:Остров (мультфильм)                                                                                        | 23 avril 1973                                     | Fiodor Khitrouk |
| Il faut aimer | ru:Надо любить (фильм, 1973)                                                                                  | 1973                                              | Moukhamed Soiounkhanov (ru) |
| Illumination | ru:Озарение (фильм, 1971)                                                                                     | 1973 en URSS                                      | Vladimir Terentievitch Denissenko (ru) |
| Il y avait trois célibataires | ru:Жили три холостяка                                                                                         | 30 décembre 1973 à la télévision                  | Mikhaïl Grigorievitch Grigoriev (ru) |
| Incendie dans la dépendance ou Un exploit dans la glace                                                                                     | ru:Пожар во флигеле                                                                                           | 1973 à la télévision                              | Ievgueni Tatarski |
| L'Inconnu que tout le monde connaissait | ru:Неизвестный, которого знали все                                                                            | 13 novembre 1973                                  | Vladimir Ivanovitch Lougovski et T. Tarnopolski |
| L'Ingénieur Prontchatov | ru:Инженер Прончатов                                                                                          | 26 mars 1973                                      | Vladimir Aleksandrovitch Nazarov (ru) |
| Ioulka | ru:Юлька (фильм)                                                                                              | 28 janvier 1973                                   | Konstantine Ivanovitch Jouk (ru) |
| Ivan Vassilievitch change de profession | ru:Иван Васильевич меняет профессию                                                                           | 17 septembre 1973 en URSS                         | Leonid Gaïdaï |
| Jack et moi | ru:Мы с Джеком                                                                                                | 1973                                              | Vladimir Anatolievitch Samsonov (ru) |
| Je suis la frontière | ru:Я - граница (фильм, 1973)                                                                                  | 1973 à la télévision                              | Ravchan Tourabekov |
| Je suis Tian-Chan | ru:Я — Тянь-Шань (фильм)                                                                                      | 19 mars 1973                                      | Irina Poplavskaïa |
| Je t'ai rencontré | ru:Я встретил вас (мультфильм)                                                                                | 1973                                              | Anatoli Alekseïevitch Aliachev (ru) |
| Le Jeu | ru:Игра (фильм, 1973)                                                                                         | 1973                                              | Leonid Pavlovitch Makarytchev (ru) |
| Jeunes Arbres | ru:Саженцы (фильм)                                                                                            | 3 septembre 1973 à Moscou                         | Revaz Tchkheidze |
| Joyeuses Grenouilles | ru:Весёлые Жабокричи                                                                                          | 16 juin 1973                                      | Viktor Mikhaïlovitch Ivanov (ru) |
| Karpoukhine | ru:Карпухин (фильм)                                                                                           | 15 janvier 1973                                   | Vladimir Venguerov |
| Le lapin s'est perdu | ru:Зайчишка заблудился                                                                                        | 1973                                              | Vladimir Maksimovitch Gontcharov (ru) |
| Lauriers | ru:Лавры (фильм, 1972)                                                                                        | 6 aout 1973                                       | Vladimir Grigorievitch Gorlenko |
| Les Leoutars | ru:Лаутары (фильм)                                                                                            | 2 avril 1973                                      | Emil Loteanu |
| Lièvres royaux | ru:Королевские зайцы                                                                                          | 3 novembre 1973                                   | Vladimir Polkovnikov |
| La Longue-vue (film, 1973) | ru:Подзорная труба (фильм)                                                                                    | 1973 à la télévision                              | Mark Samouïlovitch Guenine (ru) |
| Lunettes | ru:Очкарик (фильм, 1972)                                                                                      | 1973 à la télévision                              | Alguimantas Stassevitch Vidouguiris (ru) |
| Maigret et l'Homme du Banc | ru:Мегрэ и человек на скамейке                                                                                | 1973 à la télévision                              | Viatcheslav Vladimirovitch Brovkine (ru) |
| Maison | ru:Родной дом (фильм, 1973)                                                                                   | 1973                                              | Vitali Ivanovitch Diomine |
| La Maison de marbre | ru:Мраморный дом                                                                                              | 30 décembre 1973                                  | Boris Grigoriev |
| La Maison des séraphins | ru:Дом для Серафима                                                                                           | 3 septembre 1973 en URSS                          | Iakov Iakovlevitch Bourguiou (ru) |
| Le Mariage | ru:Свадьба (фильм, 1973)                                                                                      | 6 décembre 1973 en Yougoslavie                    | Radomir Šaranović (sr) |
| Mélodies du Dniestr | ru:Днестровские мелодии                                                                                       | 1973                                              | Ion Iakobovitch Mija (ru) |
| Mélodies du quartier de Veria | ru:Мелодии Верийского квартала                                                                                | 29 décembre 1973                                  | Gueorgui Chenguelaia |
| Merci (dessin animé) | ru:Спасибо (мультфильм)                                                                                       | 1973                                              | Vladimir Ilitch Tarassov (ru) |
| La Mer de notre espoir | ru:Море нашей надежды                                                                                         | 6 aout 1973                                       | Gueorgui Mikhaïlovitch Ovtcharenko (ru) |
| Les Millions de Privalov | ru:Приваловские миллионы (фильм, 1972)                                                                        | 10 septembre 1973                                 | Iaropolk Leonidovitch Lapchine (ru) |
| Miracle | ru:Чудо (мультфильм)                                                                                          | 1973                                              | Anatoli Alekseïevitch Petrov (ru) |
| Mowgli (dessin animé) | ru:Маугли (мультфильм)                                                                                        | 31 juillet 1973                                   | Roman Davydov |
| Motocycliste de nuit | ru:Ночной мотоциклист                                                                                         | 19 février 1973                                   | Iouli Viatcheslavovitch Sloupski |
| Le Musicien du dimanche | ru:Воскресный музыкант                                                                                        | 11 février 1973                                   | Vadim Derbeniov |
| Les Musiciens de Nemoukhine | ru:Немухинские музыканты (мультфильм)                                                                         | 1973                                              | Vadim Kourtchevski |
| Mziuri (film) | ka:მზიური (ფილმი)                                                                                             | 1973                                              | Zaal Abessalomovitch Kakabadze (ru) |
| Nadejda | ru:Надежда (фильм, 1973)                                                                                      | 5 novembre 1973                                   | Marc Donskoï |
| Nastenka | ru:Настенька (фильм, 1973)                                                                                    | 3 octobre 1973                                    | Oleg Alekseïevitch Mechtchaninov |
| Nom de famille Petroukhina | ru:Петрухина фамилия                                                                                          | 1973                                              | Sergueï Petrovitch Nikonenko |
| Nom enregistré | ru:Спасённое имя (фильм)                                                                                      | 14 mai 1973                                       | Vitali Ivanovitch Diomine et Dmitri Iossifovitch Motorny |
| Nous n'avons pas le temps d'attendre | ru:Нам некогда ждать                                                                                          | 23 juillet 1973                                   | Vladimir Vladimirovitch Akimov |
| Nous voulons danser | ru:Мы хотим танцевать (фильм, 1973)                                                                           | 1973                                              | ? |
| Nouveaux Gros Problèmes | ru:Новые большие неприятности                                                                                 | 1973                                              | Valentina Semionovna Broumberg (ru) et Zinaïda Semionovna Broumberg (ru) |
| Les Nouvelles Aventures de Doni et de Mikki                                                                                                 | ru:Новые приключения Дони и Микки                                                                             | 31 décembre 1973 à la télévision                  | Gueorgui Davidovitch Babouchkine et Stepan Issaakovitch Issaakian-Serebriakov (ru) |
| Nuages | ru:облака (фильм 1973)                                                                                        | 10 septembre 1973                                 | Boris Mikhaïlovitch Stepanov (ru) |
| Où as-tu vu ça, où as-tu entendu ça ? | ru:Где это видано, где это слыхано                                                                            | 1973 à la télévision                              | Valentine Anatolievitch Gorlov (ru) |
| Ouragan dans la vallée | ru:Ураган в долине                                                                                            | 27 aout 1973                                      | Takhir Moukhtarovitch Sabirov (ru) |
| Pain chaud | ru:Тёплый хлеб                                                                                                | 1973                                              | Irina Borissovna Gourvitch (ru) |
| Par choix | ru:По собственному желанию (фильм)                                                                            | 30 juillet 1973                                   | Edouard Aleksandrovitch Gavrilov (ru) |
| Pendre la crémaillère en semaine | ru:Новоселье в будний день                                                                                    | 1973                                              | Robert Petrovitch Merkoun |
| Pendule à coucou (dessin animé) | ru:Часы с кукушкой (мультфильм)                                                                               | 1973                                              | Ivan Vassilievitch Oufimtsev (ru) |
| Père | ru:Айрик (фильм)                                                                                              | 28 mai 1973                                       | Guenrikh Sourenovitch Malian (ru) |
| Le Père Noël et l'été | ru:Дед Мороз и лето                                                                                           | 23 avril 1973                                     | Valentine Aleksandrovitch Karavaïev (ru) |
| Persée (dessin animé) | ru:Персей (мультфильм)                                                                                        | 1973                                              | Alexandra Snejko-Blotskaïa |
| Peters | ru:Петерс (фильм)                                                                                             | 21 mai 1973                                       | Sergueï Tarassov |
| La Petite Souche renverse la charrette | ru:Маленький пень воз опрокидывает                                                                            | 30 novembre 1973                                  | Batour Alimbekovitch Arabov |
| Petka dans l'espace | ru:Петька в космосе (фильм, 1972)                                                                             | 30 avril 1973                                     | Gueorgui Jungwald-Khilkevitch |
| Pierre chaude | ru:Горячий камень (фильм,1973)                                                                                | février 1973                                      | Anatoli Stepanovitch Nikitine |
| Pierre de sang | ru:Кровавый камень (фильм)                                                                                    | 19 février 1973                                   | Madis Oiamaa |
| Piotr Riabinkine | ru:Пётр Рябинкин (фильм, 1972)                                                                                | 16 avril 1973                                     | Damir Alekseïevitch Viatitch-Berejnykh (ru) |
| Pilotes de courses | ru:Гонщики (фильм, 1972)                                                                                      | 2 avril 1973                                      | Igor Maslennikov |
| Piotr Riabinkine | ru:Пётр Рябинкин                                                                                              | 16 avril 1973                                     | Damir Alekseïevitch Berejnykh (ru) |
| Les Plus Beaux Navires | ru:Самые красивые корабли (фильм, 1973)                                                                       | 5 janvier 1973                                    | Anatoli Dmitrievitch Nitotchkine (ru) |
| La Porte sans serrure | ru:Дверь без замка                                                                                            | 13 aout 1973                                      | Adolf Solomonovitch Bergounker (ru) |
| Poulet drôle | ru:Весёлый цыплёнок                                                                                           | 1973                                              | Tsezar Abramovitch Orchanski (ru) |
| Pour ton destin | ru:За твою судьбу                                                                                             | 14 mai 1973                                       | Taïmouraz Aleksandrovitch Zoloiëv (ru) |
| Le Prince et le Pauvre | ru:Принц и нищий (фильм, 1972)                                                                                | 1er janvier 1973                                  | Vadim Dmitrievitch Gaouzner (ru) |
| Le Prince noir (film, 1973) | ru:Чёрный принц (фильм)                                                                                       | 25 juin 1973 en URSS                              | Anatoli Alekseïevitch Bobrovski (ru) |
| Le Professeur de chant | ru:Учитель пения                                                                                              | 23 avril 1973                                     | Naoum Borissovitch Birman (ru) |
| Le Puits de Siniouchkine | ru:Синюшкин колодец (мультфильм)                                                                              | 1973                                              | Valeri Ivanovitch Fomine (ru) |
| Quatre chanteurs | ru:Четверка по пению (фильм, 1973)                                                                            | 1973 à la télévision                              | Jardem Ismaïlovitch Baïtenov |
| Quatre de Tchorsang | ru:Четверо из Чорсанга                                                                                        | 16 juillet 1973                                   | Margarita Naïmovna Kassymova (ru) |
| Le Quatrième | ru:Четвёртый (фильм)                                                                                          | 7 mai 1973                                        | Alexandre Stolper |
| Qui broute dans le pré ? | ru:Кто пасётся на лугу?                                                                                       | 1973                                              | Galina Sergueïevna Barinova (ru) |
| Record | ru:Рекорд (фильм, 1974)                                                                                       | 19 septembre 1973                                 | Gouram Vassilievitch Pataraïa (ru) |
| La Renarde et le Lièvre | ru:Лиса и заяц                                                                                                | 1973                                              | Iouri Norstein |
| Réservé aux adultes (deuxième édition) | ru:Только для взрослых (второй выпуск)                                                                        | 1973                                              | Iefim Gambourg |
| Responsable de tout | ru:За всё в ответе (фильм, 1972)                                                                              | 15 janvier 1973 en URSS                           | Gueorgui Natanson |
| Le Retour (film, 1972) | ru:Возвращение (1972)                                                                                         | 2 juillet 1973 à Moscou                           | Arman Khristoforovitch Manarian (ru) |
| Le Retour du violon | ru:Возвращение скрипки                                                                                        | 27 aout 1973 à Moscou                             | Chamil Mahmudbeyov |
| Réunissons-nous | ru:Встретимся (1973)                                                                                          | 26 décembre 1973                                  | Gueorgui Stepanovitch Mylnikov (ru) |
| Rêves d'été | ru:Летние сны                                                                                                 | 21 mai 1973                                       | Vitali Mikhaïlovitch Koltsov (ru) |
| Le Ring | ru:Ринг (фильм, 1973)                                                                                         | 3 décembre 1973                                   | Villen Zakharovitch Novak (ru) |
| Rivages (film, 1973) | ru:Берега (фильм, 1973)                                                                                       | 3 décembre 1973                                   | Iekaterina Grigorievna Stachevskaïa-Napoditskaïa (ru) |
| Rivages paisibles | ru:Тихие берега (фильм, 1972)                                                                                 | 2 juillet 1973                                    | Mykola Vinhranovsky |
| Rouslan et Ludmila | ru:Руслан и Людмила (фильм, 1972)                                                                             | 1er janvier 1973                                  | Alexandre Ptouchko |
| Roustam et Soukhrab | ru:Рустам и Сухраб (фильм, 1971)                                                                              | 2 janvier 1973                                    | Boris Arievitch Kimiagarov |
| La Rue | ru:Улица (фильм, 1972)                                                                                        | 8 octobre 1973                                    | Guennadi Sadyrovitch Bazarov (ru) |
| La Rue sans fin | ru:Улица без конца                                                                                            | 23 avril 1973                                     | Igor Mikhaïlovitch Dobrolioubov (ru) |
| Le Secret des ancêtres | ru:Тайна предков                                                                                              | 22 janvier 1973                                   | Marat Sabirovitch Aripov (ru) |
| Le Secret du pays des fraises | ru:Тайна Страны Земляники                                                                                     | 1973                                              | Alla Alekseïevna Gratchiova (ru) et Konstantine Ivanovitch Tchikine (ru) |
| Le Secret et le révélé (les buts et les actes des sionistes)                                                                                | ru:Тайное и явное (Цели и деяния сионистов)                                                                   | 1er octobre 1973                                  | Boris Leonidovitch Karpov (ru) |
| Semis | ru:Саженцы (фильм)                                                                                            | 4 septembre 1973                                  | Revaz Tchkheidze |
| Semourg | ru:Семург (Фильм, 1972)                                                                                       | 9 juillet 1973                                    | Khabib Abidovitch Faïziev |
| La Septième Balle | ru:Седьмая пуля                                                                                               | 30 avril 1973                                     | Ali Khamraev |
| Serviteurs du diable au moulin du diable | ru:Слуги дьявола на чёртовой мельнице                                                                         | 5 mars 1973                                       | Aleksandrs Leimanis |
| Shadow-boxing | ru:Бой с тенью (фильм, 1972)                                                                                  | 12 mars 1973                                      | Valentine Vassilievitch Popov (ru) |
| Sibérienne | ru:Сибирячка (фильм)                                                                                          | 5 mars 1973                                       | Alekseï Aleksandrovitch Saltykov |
| Si cela t'arrive | ru:Если это случится с тобой                                                                                  | 27 aout 1973                                      | Igor Iossifovitch Nikolaïev (ru) |
| Les Souffrances du jeune Hercule | ru:Страдания молодого Геркулесова                                                                             | 1973                                              | Boris Guenadievitch Bouchmeliov (ru) |
| Sous le bruissement des pneus | ru:Под шорох шин (мультфильм)                                                                                 | 1973                                              | Anatoli Alekseïevitch Aliachev (ru) |
| Sue la piste | ru:По горячим следам (фильм, 1973)                                                                            | 1973                                              | Igor Popov |
| Sur les ailes de la chanson | ru:На крыльях песни (фильм,1973)                                                                              | 1973                                              | Kamil Rustambeyov |
| Sur les traces des musiciens de Brême | ru:По следам бременских музыкантов                                                                            | 1973                                              | Vassili Livanov |
| Talents et admirateurs | ru:Таланты и поклонники (фильм, 1973)                                                                         | 20 aout 1973                                      | Isidore Annenski |
| Tartak | ru:Тартак (фильм)                                                                                             | 1973                                              | Viktor Grigorievitch Karpilov (ru) |
| Tchipollino (film, 1973) | ru:Чиполлино (фильм)                                                                                          | 30 décembre 1973                                  | Tamara Lissitsian |
| Terre à la demande | ru:Земля, до востребования (фильм)                                                                            | 26 mars 1973                                      | Veniamin Dorman |
| La Terre de Sannikov | ru:Земля Санникова (фильм)                                                                                    | 1er octobre 1973                                  | Albert Mkrtchyan et Leonid Popov (ru) |
| Tghamardik | ru:Мужчины (фильм, 1972)                                                                                      | 17 septembre 1973                                 | Edmond Keossaian |
| Tisserands (film, 1973) | ru:Ткачихи | 16 décembre 1973 à la télévision à Moscou         | Margarita Naïmovna Kassymova (ru) |
| Le Tout Dernier Jour | ru:Самый последний день (фильм)                                                                               | 12 février 1973                                   | Mikhaïl Oulianov |
| Le Tout Dernier jour | ru:Самый последний день (спектакль)                                                                           | 1973                                              | Vitali Nikolaïevitch Ivanov (ru) et Boris Ivanovitch Ravenskikh (ru) |
| Tracer la ligne | ru:Подводя черту                                                                                              | septembre 1973 à Vilnius                          | Raimondas Vabalas |
| Les Trésors des navires coulés | ru:Сокровища затонувших кораблей                                                                              | 1973                                              | Vladimir Izraïlevitch Pekar (ru) et Vladimir Popov |
| Un homme à sa place | ru:Человек на своём месте                                                                                     | 28 mai 1973                                       | Alekseï Nikolaïevitch Sakharov (ru) |
| Un homme bon et mauvais | ru:Плохой хороший человек                                                                                     | 10 décembre 1973                                  | Iossif Kheifitz |
| Un homme en civil | ru:Человек в штатском                                                                                         | 15 octobre 1973                                   | Vassili Jouravliov |
| Un miracle sans miracles | ru:Чудо без чудес                                                                                             | 1973                                              | Vladimir Polkovnikov |
| Un monologue | ru:Монолог (фильм, 1972)                                                                                      | 23 mai 1973                                       | Ilia Aleksandrovitch Averbakh (ru) |
| Une bonne action | ru:Доброе дело (фильм,1973)                                                                                   | 20 aout 1973                                      | Guennadi Grigorievitch Kharlan |
| Une goutte d'eau dans l'océan | ru:Капля в море                                                                                               | 30 décembre 1973                                  | Iakov Aleksandrovitch Seguel (ru) |
| Une heure avant l'aube | ru:За час до рассвета (фильм)                                                                                 | 9 novembre 1973 à la télévision à Moscou          | Erazm Aleksandrovitch Karamian (ru) et Nerses Guedeonovitch Oganessian (ru) |
| Une leçon amère | ru:Горький урок                                                                                               | 1er décembre 1973 à Tbilissi                      | Vakhtang Valerianovitch Tabliachvili (ru) |
| Une visite de courtoisie | ru:Визит вежливости (фильм)                                                                                   | 3 décembre 1973                                   | Youli Raizman |
| La Vache de Maslionkino | ru:Бурёнка из Маслёнкино                                                                                      | 1973 à la télévision                              | Anatoli Alekseïevitch Aliachev (ru) |
| Vassia Bouslik et ses amis | ru:Вася Буслик и его друзья                                                                                   | 1973                                              | Vassili Golikov |
| Vent favorable | ru:Попутный ветер (фильм, 1973)                                                                               | 4 juillet 1973 en URSS                            | Eldar Kouliev |
| Vent quotidien | ru:Ветер каждый день (фильм, 1973)                                                                            | 1973                                              | Moukhtar Kardachkhanovitch Aga-Mirzaïev |
| Vers toi | ru:Навстречу тебе (фильм, 1972)                                                                               | 20 aout 1973                                      | Albert Iossifovitch Khatchatourov (ru) |
| La Vie et les Aventures étonnantes de Robinson Crusoë                                                                                       | ru:Жизнь и удивительные приключения Робинзона Крузо                                                           | 27 aout 1973                                      | Stanislav Govoroukhine |
| La Vie quotidienne de la police judiciaire                                                                                                  | ru:Будни уголовного розыска                                                                                   | 3 décembre 1973                                   | Soulamif Moïsseïevna Tsyboulnik (ru) |
| La Vie sur une terre pécheresse | ru:Жизнь на грешной земле                                                                                     | 8 octobre 1973 en URSS                            | Semion Issaïevitch Toumanov (ru) |
| Vika, moi et le feuilleton | ru:Вика, я и фельетон                                                                                         | 1973 à Moscou                                     | Rolan Igorevitch Vierou |
| Vol | ru:Полёт (мультфильм)                                                                                         | 2 octobre 1973                                    | Rein Raamat |
| Votre adresse personnelle | ru:Адрес вашего дома (1972)                                                                                   | 18 décembre 1973                                  | Ievhne Mynovytch Khryniouk (uk) |

## Remarque
- L'Étourneau et la lyre produit en 1973 et réalisé par Grigori Alexandrov ne sort qu'en 1996[190]. Des raisons de ce retard se trouvent racontées dans Kourskaïa pravda (ru)[191]